# 夜影
《夜-影》（德語：Nacht-Schatten）是格奧爾格·弗雷德里克·哈斯在1999年寫給室內樂團的作品。此曲題獻給彼得·奥斯瓦尔德，由於他在1991年提供了原始構想。
根據哈斯的解說，此曲的形式建立在樂團內之間的對唱，並優遊於不同段落之間。同時，在透過時間透鏡的放大檢視之下，構成樂段的樂思們常以嶄新的配器與節奏重現，並展現著各自的“內蘊生態”。為能達到此種表現，作曲家運用微音叢的震盪脈衝去定義與表現樂句的音高。舉例來說，微音群震盪在某一音高附近，其聽覺效果造成此音高最終聽來難以辨識而猶如“虛擬”一般。於是就算一個二聲部樂段內的音高們幾近持續地維持不變，他們再也不能被理解為精準的定值了。這種由微音技法所造成的擾差進一步由差頻與合頻所造成的和聲效果來補完。雕塑此二聲部樂段的“音影”便因此成為可能。
整個樂曲末段的特徵由整個樂團演奏著交替於完全五度與五度差四分之一音的和聲所構成。最後樂曲淡出於五度差四分之一音的和聲，這個微音和聲同時成為主宰著樂曲開頭的完全五度和聲的（夜?）影子。

## 文獻
1. Georg Friedrich Haas. . KAIROS. 2002: 10–11  [2011-04-24]. （原始内容存档于2014-05-02） （英语）.